# Ischnochiton boninensis
Ischnochiton boninensis är en blötdjursart som beskrevs av J. Richard M. Bergenhayn 1933. Ischnochiton boninensis ingår i släktet Ischnochiton och familjen Ischnochitonidae. Inga underarter finns listade i Catalogue of Life.